# Station Loch Eil Outward Bound
Station Loch Eil Outward Bound is een spoorwegstation van National Rail aan de West Highland Line aan de noordelijke oever van Loch Eil in Schotland. Het station is eigendom van Network Rail en wordt beheerd door ScotRail. 

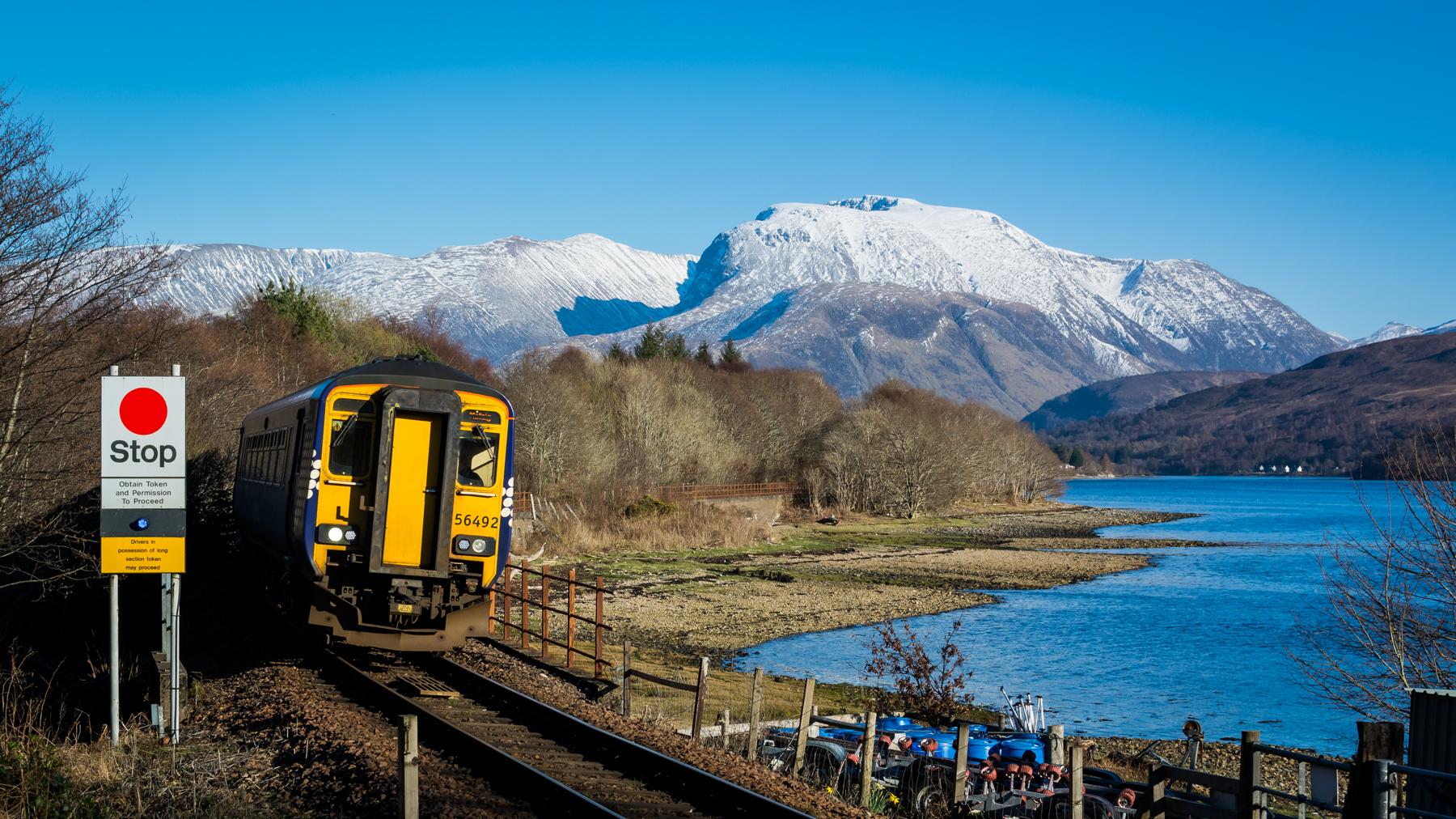
Landschap bij het station